# Afrika földrajza

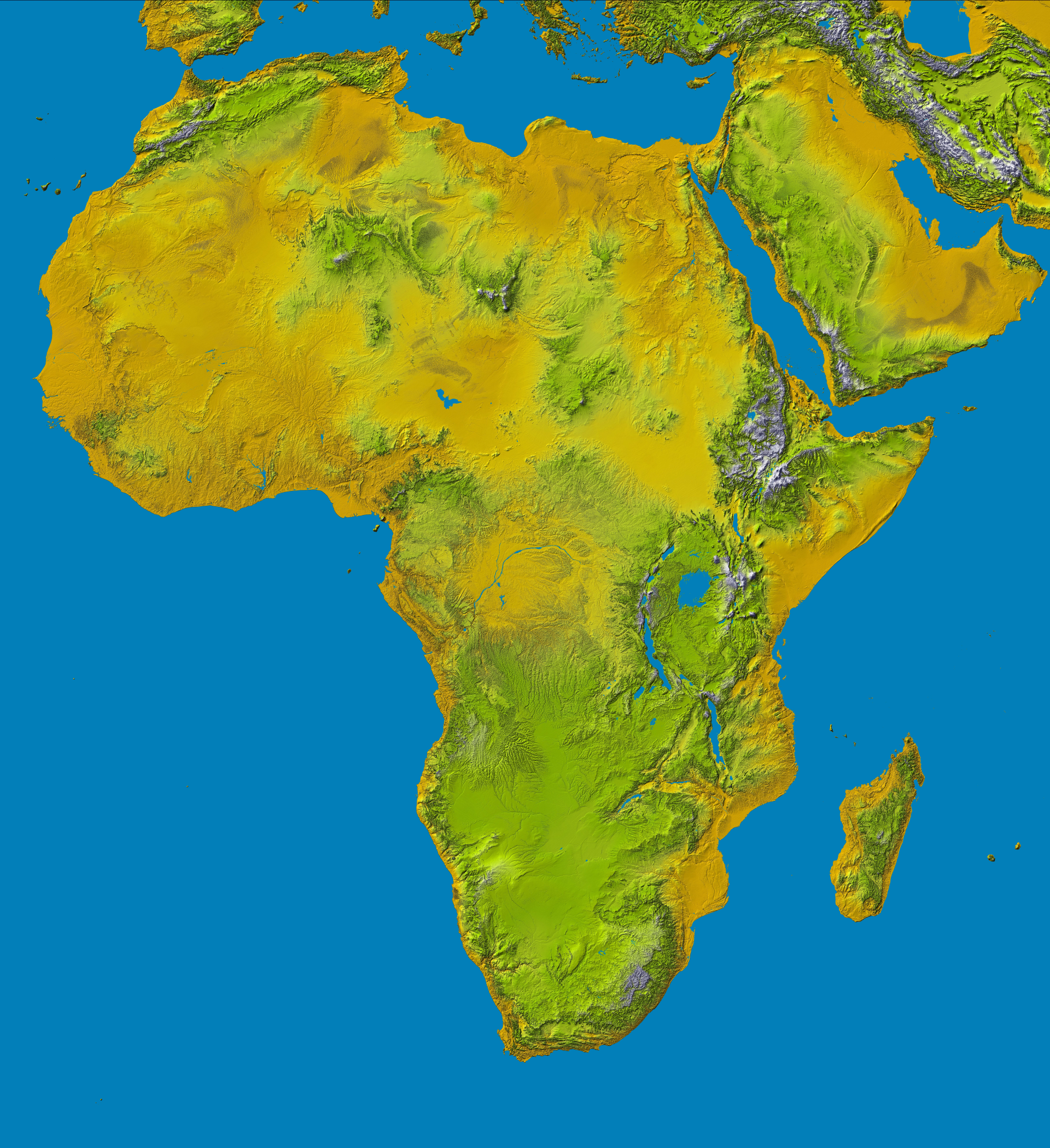
Afrika topográfiai térképe

Afrika földrajza az afrikai kontinens fizikai adottságainak, valamint az általa biztosított élettér és élőlényeinek egymásra tett hatásait takarja.

## Fizikai földrajza

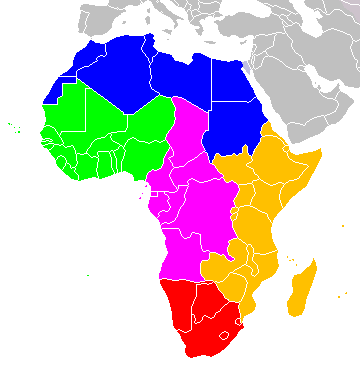
Afrika államainak és régióinak felosztása az ENSZ Statisztikai Részleg szerint:
██ Észak-Afrika
██ Nyugat-Afrika
██ Közép-Afrika
██ Kelet-Afrika
██ Dél-Afrika

### Topográfiai leírás
Afrika területe 30,3 millió km², ami a Föld szárazföldjeinek 22%-át teszi ki és ezzel Ázsia után a második legnagyobb kontinens. Körülbelül háromszor akkora, mint Európa. Afrikát más szervezetek mellett az ENSz statisztikai hivatala (UNSD) is a következő besorolás alapján osztja fel régiókra:
- Észak-Afrika: Egyiptom, Algéria, Líbia, Marokkó, Szudán, Tunézia, Nyugat-Szahara
- Nyugat-Afrika: Benin, Burkina Faso, Elefántcsontpart, Gambia, Ghána, Guinea, Bissau-Guinea, Zöld-foki Köztársaság, Libéria, Mali, Mauritánia, Niger, Nigéria, Szenegál, Sierra Leone, Togo
- Közép-Afrika: Angola, Egyenlítői-Guinea, Kongói Demokratikus Köztársaság, Gabon, Kamerun, Kongói Köztársaság, São Tomé és Príncipe, Csád, Közép-afrikai Köztársaság
- Kelet-Afrika: Etiópia, Burundi, Dzsibuti, Eritrea, Kenya, Comore-szigetek, Madagaszkár, Malawi, Mauritius, Mozambik, Ruanda, Zambia, Seychelle-szigetek, Zimbabwe, Szomália, Szomáliföld, Tanzánia, Uganda
- Dél-Afrika: Botswana, Szváziföld, Lesotho, Namíbia, Dél-afrikai Köztársaság

Alkalmanként ettől eltérő felosztást alkalmaznak.
Közép-Afrika magasságában húzódik az Egyenlítő, míg az északi térítő (Ráktérítő) Észak-Afrikán, a déli térítő (Baktérítő) Dél-Afrikán halad át.

#### Észak-Afrika
Észak-Afrika területéhez tartozik a Magreb, a Szahara, a Nílus völgye, továbbá a Nílus folyamrendszerének egyes részei. A Magrebben található a 2300 km hosszúságban elnyúló Atlasz hegység, melynek legmagasabb pontja a 4165 m magas Toubkal Marokkó déli részén. A Szahara nyugaton az atlanti partoktól keleten a Vörös-tengerig húzódik. Keleti felét a Nílustól nyugatra a Líbiai-sivatag, a folyamtól keletre az Arab-sivatag és a Núbiai-sivatag képezik. A Tenere sivatag a Szahara déli felén található. A Szaharától délre húzódik a Száhel övezet, a szavannák előtti átmeneti, száraz terület. A Szaharában találhatók nagy hegyláncok, mint például az Ahaggar-hegység, az Aïr, a Tibeszti, az Ennedi masszívuma és a Marra kialudt vulkánja. A sivatag legmagasabb pontja a Tibesztiben lévő Emi Koussi (3415 m). A Nílus keresztülfolyik a Szaharán és a Földközi-tengerhez érve hozta létre a 24 000 km² kiterjedésű deltáját. A folyódelta laza üledékből áll és évezredek alatt jött létre.

#### Nyugat-Afrika
Nyugat-Afrika a Szaharától délre és az Atlanti-óceántól északra fekvő terület. Magába foglalja a Száhel övezet és Szudán nagy tájegységek nyugati részeit valamint Felső-Guinea régió esőerdeit. A régió lapos tengerparti területekből és hegységekből (Felső-Guineai-hátság, Adamawa-fennsík a Kamerun-heggyel) áll. Nyugat-Afrika legnagyobb tava a Volta-tó, a legnagyobb folyói a Niger, a Szenegál és a Gambia.

#### Közép-Afrika
Közép-Afrika a Szaharától délre, a fent leírt Nyugat-Afrikától keletre és a Nagy-hasadékvölgytől nyugatra terül el. A terület meghatározó eleme a Kongó folyó, mely a legnagyobb vízhozamú folyam a kontinensen. A terület hegyes vidékei a partmenti Alsó-guineai-hátság, tőle keletre az Észak-egyenlítői-hátság, a Kongó-medence és a Lunda-hátság. Még keletebbre található a Közép-afrikai-hátság, amin túl már Kelet-Afrika következik. A Kongó-medencében található a bolygó második legnagyobb trópusi erdeje. A legnagyobb tavai a Tanganyika-tó és a Mweru-tó, melyek a Közép-afrikai-hátság közelében találhatók. A Csád-tó a Szahara déli peremén van. Pár tízezer évvel ezelőtt több mint tízszerese volt a felszíne a mostaninál. Fő folyói a Kongó a mellékfolyóival, mint például a Lualaba, a Kasai és az Aruwimi.

#### Kelet-Afrika
Kelet-Afrika a Nílustól illetve a Nagy-hasadékvölgytől keletre terül el. A területének nagy részét a Danakil-sivatag (Danakil-Szomália) teszi ki. Hegyei a Vörös-tengerig terjedő Etióp-magasföld illetve az Indiai-óceánig nyúló Kelet-afrikai-magastóhátság (Ostafrikanisches Seenhochland) területén vannak. Utóbbin lelhetők fel a Kilimandzsáró és a Kenya-hegy masszívumai. Kelet-Afrika nagy tavai a Viktória-tó, a Turkana-tó (Rudolf-tó), a Tana-tó és a Nyasza-tó. Nagy folyói a Zambézi, a Juba, a Shebelle és a Kék-Nílus. Az Indiai-óceánban fekvő Madagaszkár szigetét is Kelet-Afrikához sorolják, bár izolált helyzetéből fakadóan lényegében önálló terület.

#### Dél-Afrika
Dél-Afrika régió területét az Angolától Mozambikig, a part mentén elnyúló Nagy Peremszakadék (Große Randstufe, Great Escarpment) valamint az általa közrezárt belső fennsík határozza meg. Jelentősebb hegyei a Drakensberg és a Brandberg-masszívum. A területet erdők és füves puszták mellett a Namib-sivatag és a Kalahári-sivatag szavanna-jellegű területei borítják. Nagy folyói a Limpopo és az Oranje.

### Földtani leírás
A kontinens az Afrikai-lemezen terül el és ezzel együtt mozgott az elmúlt 100 millió évben alacsonynak számító, évenkénti pár centiméteres sebességgel északi irányba. Afrika keleti részén át húzódik a Nagy-hasadékvölgy, amelynek tágulása Afrika szarvának a kontinensről való leszakadásához fog vezetni. Az e folyamat során kialakuló vulkanizmus vezetett Kelet-Afrikában a magas hegyek kialakulásához. Egy másik terület, amit a lemeztektonika formált meg, az Atlasz hegység Észak-Afrikában. Ez a hegység akkor alakult ki, mikor 65 millió évvel ezelőtt-től nagyjából 1,8 millió évvel ezelőttig Európa és Afrika az Ibériai-félsziget déli részénél egymásnak feszültek és a gyűrődés következtében kiemelkedett.

### Éghajlat
A nyugat-afrikai monszun júniustól szeptemberig tart és a hidegebb Atlanti-óceán és a melegebb kontinens közötti hőmérséklet-különbség idézi elő. A hatása érződik a Száhel övezet nyugati és középső részén is, melyeken csaknem a teljes éves csapadékmennyiség ekkor hullik le. A legmagasabb csapadékmennyiség évente 2200 mm-t tesz ki.
Közép-Afrikára jellemzőek a zenitális esőzések, ami azt jelenti, hogy az évszaktól függően a csapadék ott jelentkezik, ahol a Nap éppen delel. Itt napi rendszerességgel fordulnak elő esőzések.
Dél-Afrika nyugati partjainál halad el a Benguela-áramlat az Antarktisz felől érkezve hideg vízzel. A régióra jellemző folyamatos szelekkel Dél-Afrika a nyugati szelek zónájába tartozik, ami a levegőben lévő nedvesség kondenzációjához vezet a partoknál és mivel a levegő melegedésével a relatív páratartalom csökken, ez szintén hozzájárult a Namib-sivatag kialakulásához.

### Természeti adottságok

Afrika zöldellő területeinek félévenkénti eltolódása

Esőerdők Afrikában Felső-Guineában és a Kongó-medencében találhatók. Ez a táj a nedves szavannába megy át, ahol 1000-1500 mm eső hullik évente. Tovább távolodva a száraz szavanna (500-1000 mm), majd a cserjés szavanna (250-500 mm) következik. A szavannák nyílt füves területek, ahol a fűfélék magassága függ a lehulló csapadék mennyiségétől és a fák egymástól való távolságától. Mivel a csapadék évszaktól függően különböző területeken hullik alá, a szavanna növényeinek át kell vészelniük a száraz évszakot és az állatoknak az eső után kell vonulniuk. A cserjés szavannák a főként a Száhel övezetben fordulnak elő és ezek átmenetet képeznek a Szaharába, de előfordulhatnak Kelet- és Dél-Afrikában is.
Az afrikai sivatagokra jellemzőek a ritka esőzések, ezért sok növény jelenléte csak az oázisokra koncentrálódik, ahol a földfelszín alatti vízfolyások a felszínre törnek. Másfajta növények fordulnak elő ott, ahol e vízfolyások olyan közel kerülnek a felszínhez, ahol a mély gyökérzetű növények számára már elérhetők. Egy másik lehetőség az, mikor a növények egy esőzés után kezdenek el nőni. Az ilyen alkalmankénti események során „kivirágzik” a sivatag. A Szahara fosszilis vizét ipari méretekben szivattyúzzák, például a Great Man-Made-River-Project (Nagy ember alkotta folyó projekt) keretében. Ennek segítségével egyes sűrűn lakott vidékek közelében mezőgazdaságilag hasznosíthatóvá tesznek nagy területeket. Ez az eljárás ugyanakkor a talaj szikesedésével fenyeget.
Az Okavango-delta Dél-Afrika régió területének egy különleges helyének számít. Az Okavango belső deltája a Kalahári félszáraz részén az évente történő áradás következtében egy nagyjából 12 000 km² nagyságú területen hoz létre egy tavat. Mivel az áradás épp a szárazság végén éri el az Okavango deltáját, a terület nagy számú állat gyülekezőhelyévé válik. A Namib-sivatag geológiailag nagyon idősnek számít, ezért itt a klímához erősen specializálódott állatfajok alakultak ki. Ilyen például a ködivó bogár  (Onymacris unguicularis) és más állatfajok is a régió tartós szárazságához igazították az életmódjukat.

## Humángeográfia

### Közlekedésföldrajz

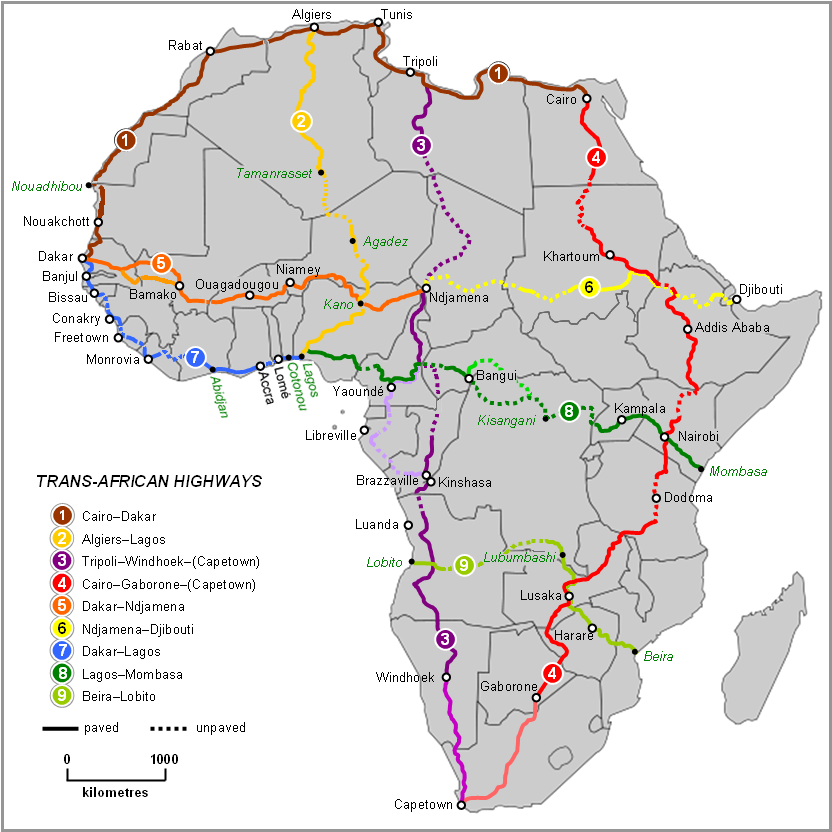
A transz-afrikai főútvonalak hálózata

Afrikát a kiépítés alatt álló Transz-afrikai Főútvonalak (Trans-African Highways) rendszere szeli át avagy fogja átszelni. A kilenc kontinentális főútvonal összhossza 56 683 km.

### Népsűrűség

Afrika nyelvcsaládjai

2008-ban Észak-Afrika népességét 197 millió főre becsülték. A legsűrűbben lakott régió a Nílus mentén van. Nyugat-Afrika 291 millió lakossal bír. Hasonlóan Észak-Afrikához, a népesség nagy része itt is egy folyó, a Niger mentén koncentrálódik, ahol 110 millió ember él.
Közép-Afrikában 122 millió ember lakik. Ez a régió nagyrészt ritkán lakott területnek számít.
Kelet-Afrika lakossága 301 millió fő. A legnagyobb népsűrűséggel a Közép-Afrikai-hátságtól (Zentralafrikanischen Schwelle) keletre lévő államok (Burundi, Ruanda, Uganda) bírnak. Ugandában van a Nílus egyik forrásterülete és mivel az ország területének nagy része 1000 méterrel a tengerszint felett van, a klíma az Egyenlítő mentén való fekvése ellenére is kellemesnek számít.
Ruanda és Burundi is magas fennsíkon fekszenek, melynek átlagos magassága 1500 m. Egy másik nagy népsűrűségű terület a Nyasza-tó környéke. A viszonylag ritkán lakott Dél-Afrika régióban 55 millió ember él. 2008-ban Afrika feltehetőleg 967 millió ember otthona volt.

### A nyelvcsaládok területi eloszlása
Afrika területén számos nyelvcsalád különböztethető meg.
- Afroázsiai nyelvcsalád (kék színnel jelölve) – mintegy 350 millió fő beszéli őket, főként Észak-Afrikában és Kelet-Afrika északi részén.
- Niger-kongói nyelvcsalád (a két vörössel jelölt terület) – mintegy 370 millió ember beszéli őket Nyugat-Afrikában, Közép-Afrikában, Kelet-Afrika déli részén és Dél-Afrikában.
- Nílus-szaharai nyelvcsalád (sárga színnel jelölve) – mintegy 35 millió ember beszéli Szudántól Maliig.
- Koiszan nyelvcsalád (zöld színnel) – kb. 355 000 beszélője van főként Dél-Afrika régió nyugati részén.
- Ausztronéz nyelvcsalád (ibolya színnel) – 19 millióan beszélik Madagaszkár szigetén.

## Fordítás
- Ez a szócikk részben vagy egészben  a   Geographie Afrikas című német Wikipédia-szócikk ezen változatának fordításán alapul.  Az eredeti cikk szerkesztőit annak laptörténete sorolja fel. Ez a jelzés csupán a megfogalmazás eredetét és a szerzői jogokat jelzi, nem szolgál a cikkben szereplő információk forrásmegjelöléseként.